# Mushahid Hussain Syed
Mushahid Hussain Syed (ur. مشاہد حسین سی) (ur. 2 listopada 1952) – pakistański polityk, senator, lider centro-prawicowej PLM-Q. Kandydat tej partii w wyborach prezydenckich we wrześniu 2008 roku.